# Crvotočina (biljni rod)
Crvotočina (prečica, lat. Lycopodium), biljni rod paprati u porodici Lycopodiaceae kojem pripada sedam vrsta trajnica. 
U Hrvatskoj raste vrsta kijačasta ili obična crvotočina (L. clavatum), dok je jednoljetna crvotočina predstavnik roda Spinulum (Spinulum annotinum (L.) A.Haines; sinonim joj je L. annotinum)

## Vrste
1. Lycopodium clavatum L.; dvije podvrste
2. Lycopodium diaphanum (P.Beauv.) Sw.
3. Lycopodium japonicum Thunb.
4. Lycopodium lagopus Zinserl. ex Kuzen.
5. Lycopodium papuanum Nessel
6. Lycopodium venustulum Gaudich.
7. Lycopodium vestitum Desv. ex Poir.

## Sinonimi
- Clopodium Raf.; Anal. Nat. Tabl. Univ. 205 (1815) (nom. inval.)
- Oxynemum Raf.; Amer. Monthly Mag. & Crit. Rev. 2: 44 (1817)